# Tulostoma clathrosporum
Tulostoma clathrosporum es una especie de hongo del género Tulostoma, de la familia Agaricaceae, orden Agaricales. Fue descrita por J.E. Wright.

## Distribución
Se distribuye por América del Norte.